# Săftica, Ilfov
Săftica este un sat în comuna Balotești din județul Ilfov, Muntenia, România. Se află în partea de nord a județului.
Numele localității vine de la diminutivul numelui Safta, purtat de soția vornicului Radu Slătineanu, care în 1801 a ctitorit o biserică în localitate.